# 南锡公爵宫
48°41′49″N 6°10′49″E / 48.69694°N 6.18028°E

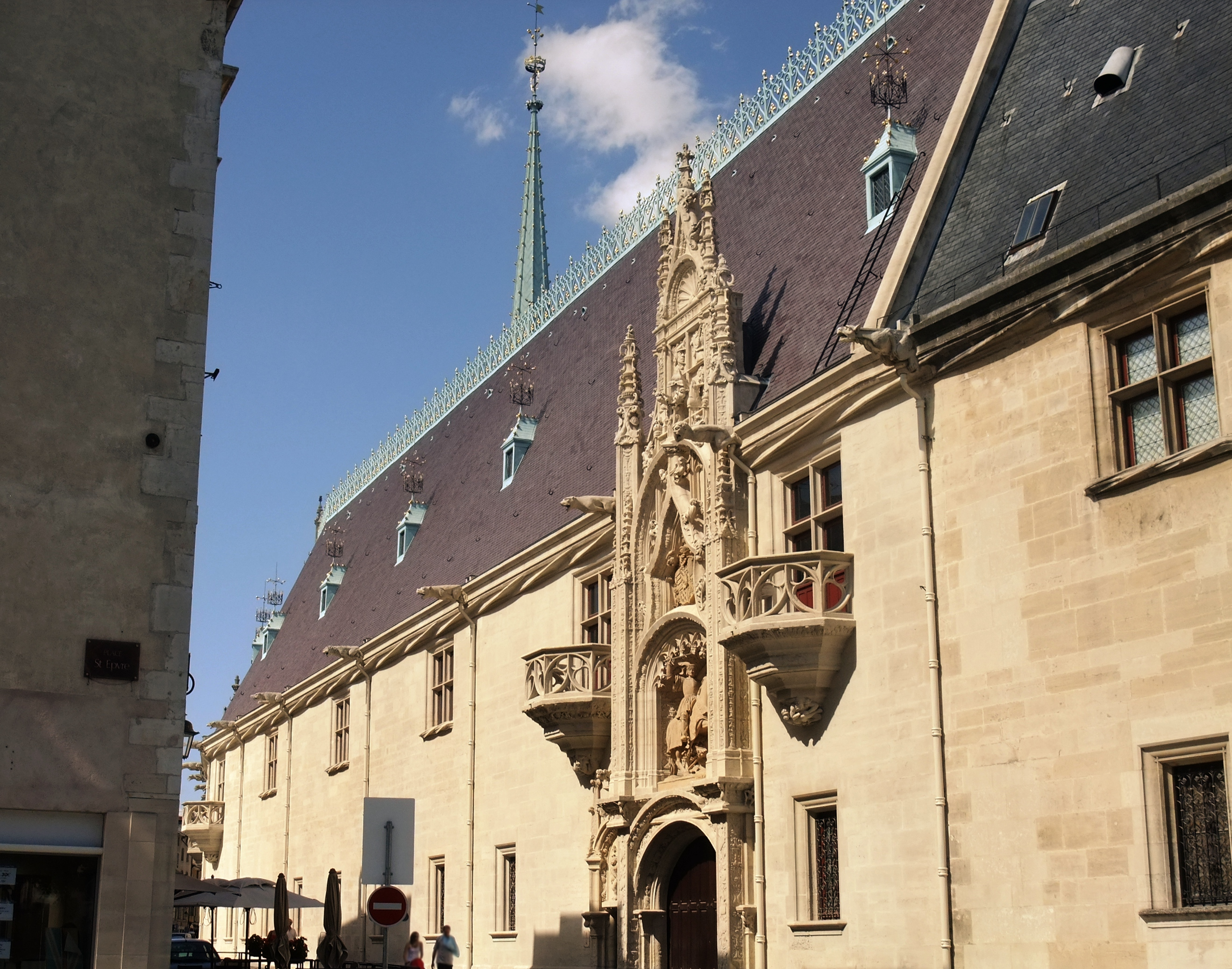
南锡公爵宫

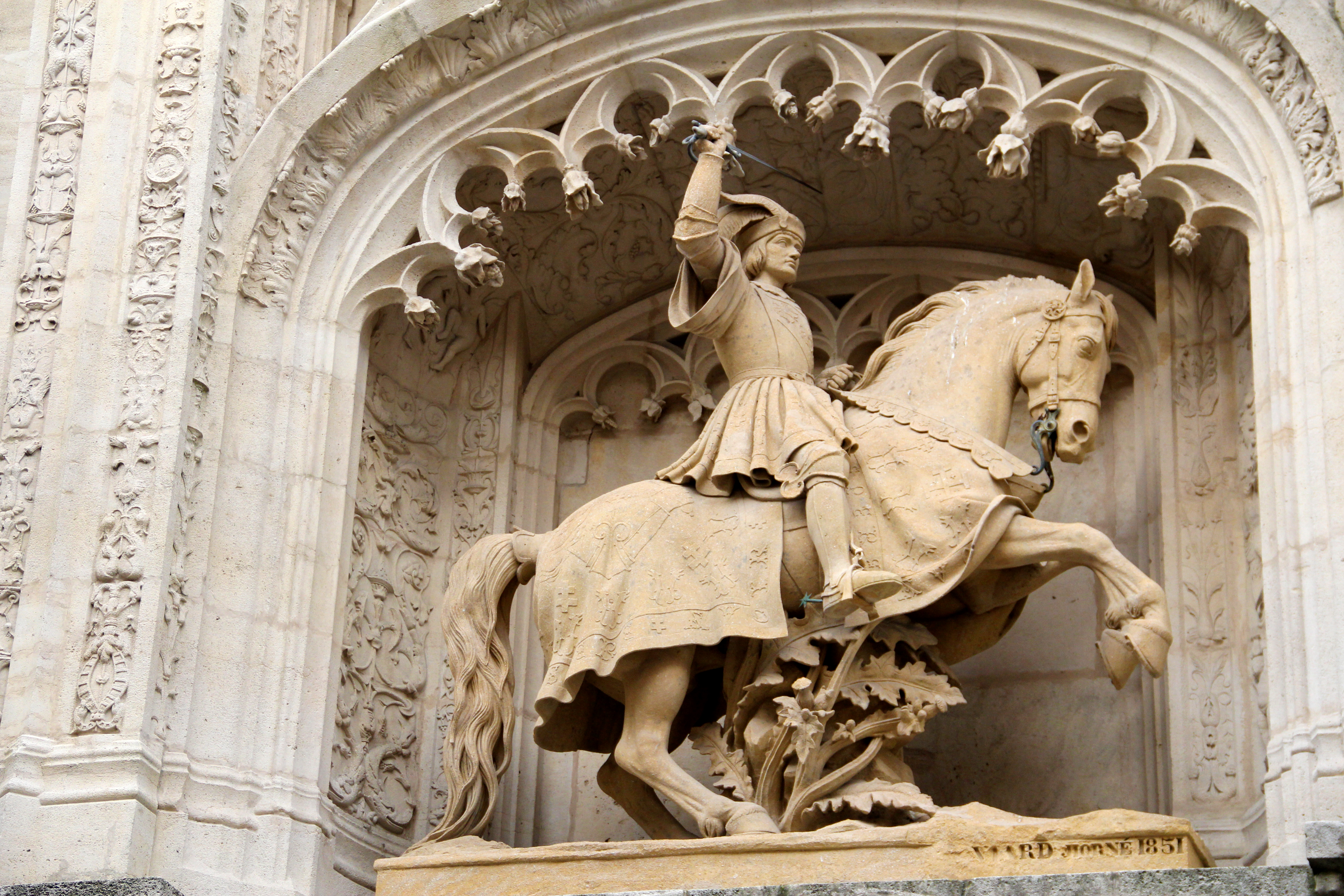
洛林公爵骑马雕像

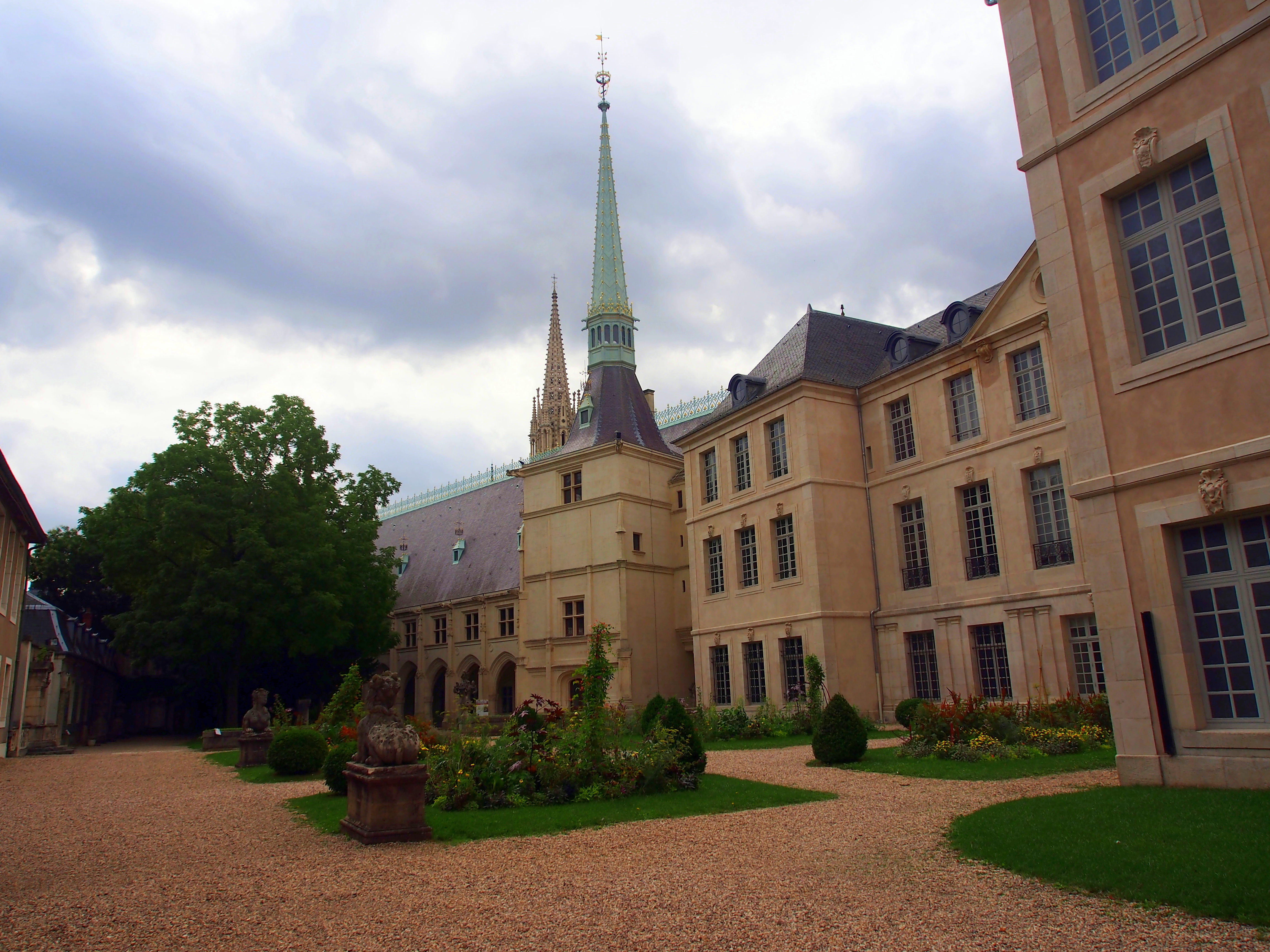
庭院

南锡公爵宫（法语：Palais ducal du Nancy）位于法国南锡, 原为洛林公爵的宫殿，建于15世纪，18世纪由巴洛克建筑师进行扩建。
1848年南锡公爵宫改为洛林博物馆（Musée Lorrain），为南锡的主要博物馆之一，致力于艺术，历史和洛林的民间传统。博物馆的藏品包括高卢时期和中世纪的文物，以及文艺复兴时期的艺术品。 